# Mercedes-Benz Classe E
Pour les articles homonymes, voir Classe E.
Ne doit pas être confondu avec Chrysler E-Class.
Pour un article plus général, voir Liste des véhicules Mercedes-Benz.

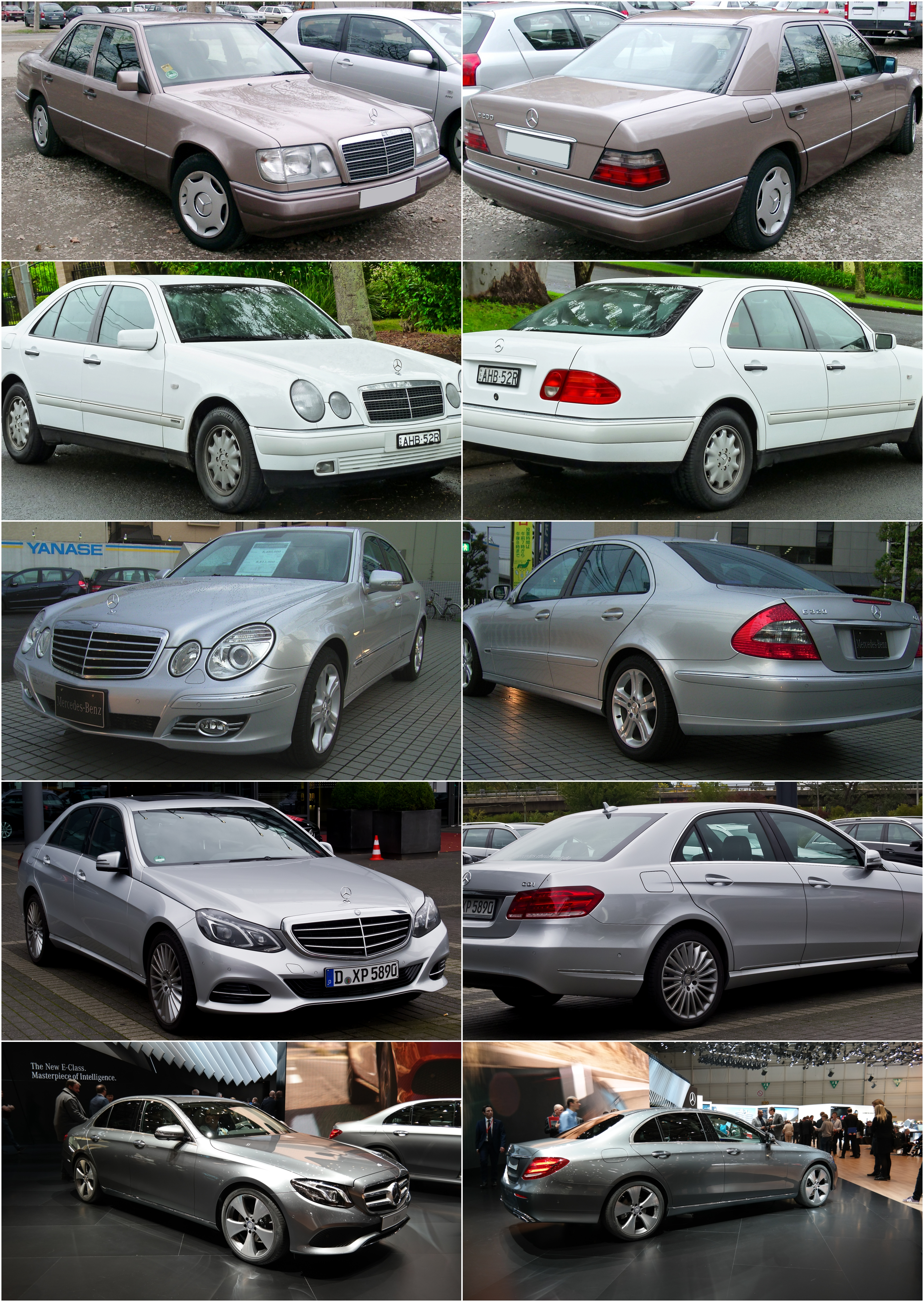
Mercedes-Benz Classe E.

La Mercedes-Benz Classe E est une gamme d'automobile routière du constructeur allemand Mercedes-Benz existant en berline, break, limousine, coupé et cabriolet. Cinq générations se succèdent, lancées en 1993 (Type 124) puis en 1995 (Type 210), en 2002 (Type 211), en 2009 (Type 212) et enfin en 2016 (Type 213). La première Classe E, datant de 1993 (Type 124 phase 3), remplace la Type 124 phase 2.
Elle est la concurrente directe des Audi A6 et BMW Série 5.

## Historique
En 1993, Mercedes-Benz a lancé les Classes et tous les modèles en production durant cette période changèrent de dénomination. La berline Type 124 en fit partie et passa donc en Classe E.
La Classe E de Mercedes-Benz, se décline en cinq générations qui ont toutes reçues un restylage. La Type 123 est la prédécesseure de la Classe E.
La Classe E est le modèle le plus vendu de Mercedes-Benz, avec plus de 13 millions d'exemplaires vendus en 2015.

### Résumé de la Classe E
| Générations                                            | Production                          | Dérivés de chez Mercedes-Benz         | Modèles similaires                      |
| ------------------------------------------------------ | ----------------------------------- | ------------------------------------- | --------------------------------------- |
| W124 ; S124 ; V124 ; C124 ; A124 ; VF124 (1993 - 1997) | 2 724 381 exemplaires (1984 à 1997) | Type 201 (190)                        | BMW E34 ; Audi A6 C4 ; Rover 600 et 800 |
| W210 ; S210 ; V210 ; VF210 (1995 - 2002)               | 1 650 000 exemplaires               | Type 208 (CLK)                        | BMW E39 ; Audi A6 C5 ; Rover 75         |
| W211 ; S211 (2002 - 2009)                              | 1 753 300 exemplaires               | Type 209 (CLK)                        | BMW E60 / E61 ; Audi A6 C6 ; Rover 75   |
| W212 ; S212 ; V212 & A207 ; C207 (2009 - 2016)         |                                     |                                       | BMW F10 / F11 ; Audi A6 C7              |
| W213 ; S213 ; X213 ; V213 & A238 ; C238 (2016 - ...)   |                                     | Type 166 (GLE) ; Type 292 (GLE Coupé) | BMW G30 / G31 ; Audi A6 C8              |

### Avant la Classe E

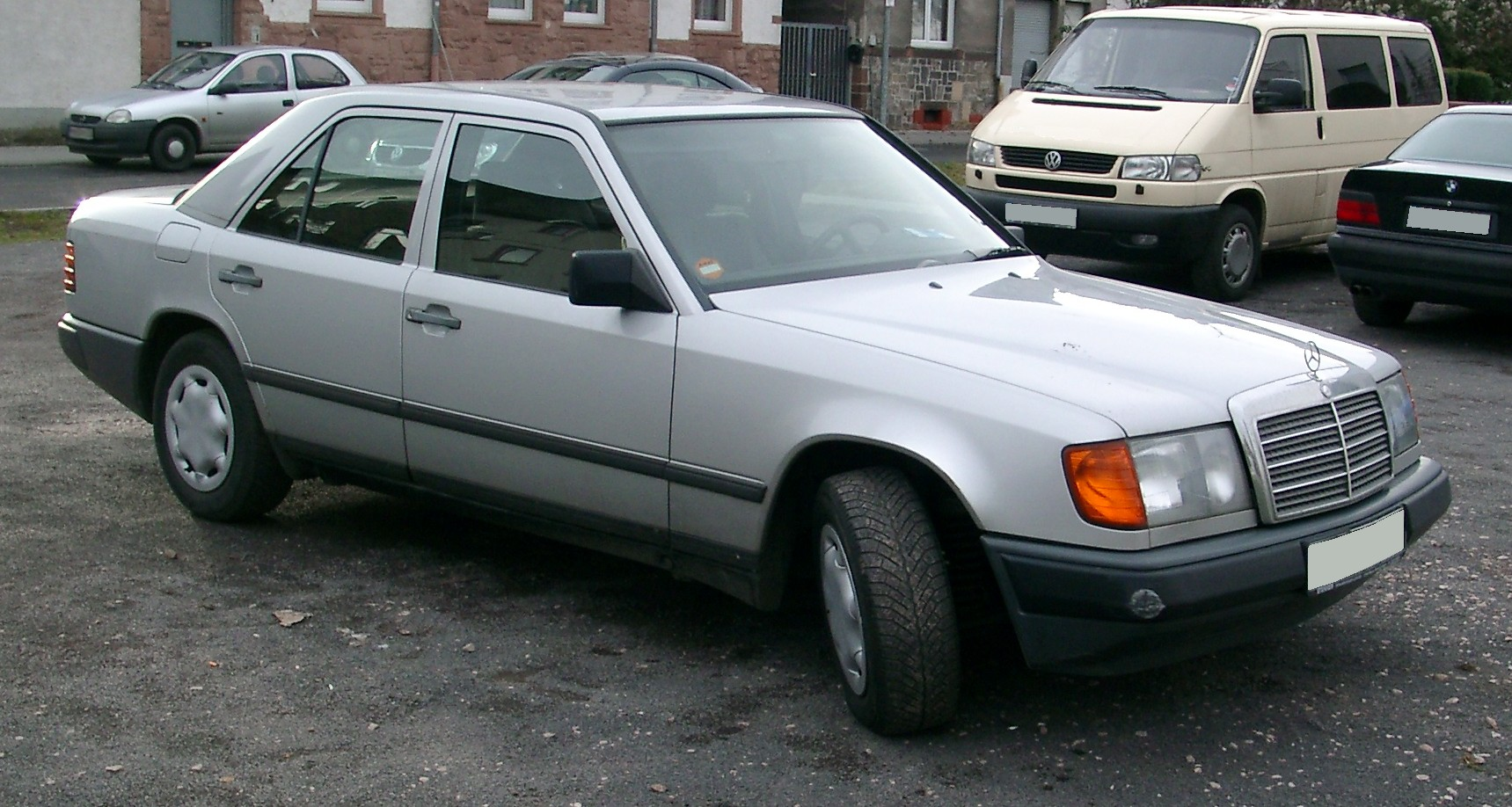
Mercedes-Benz Type 124.

- Mercedes-Benz Type 124 Phase 2 :

## 1regénération - Type 124 phase 3(1993 - 1997)
La Mercedes-Benz Classe E Type 124 phase 3 est lancée en 1993, lors de la création des Classes.
La phase 1 de la Type 124 est lancée en 1984. Elle reprend le style de la petite 190, avec sa malle haute, son grand essuie-glace articulé, un nouveau type de joints de portière (adoptés depuis par tous), des enjoliveurs de roues lisse et sa robe dépourvue de tout chrome (hormis la calandre). Elle montrait un souci d'aérodynamisme (Cx de 0,30) et de légèreté assez nouveau pour cette marque.
La Type 124 reçoit trois restylages depuis son lancement ; la phase 1 : du millésime 1984 à 1989, la phase 2 : du millésime 1990 à 1993 et la phase 3 : du millésime 1993 à 1995. C'est la phase 3, en juillet 1993, qui a inauguré le terme "Classe E". La Type 124 sera produite à plus de deux millions d'exemplaires, à quoi s'ajoutent 340 000 breaks, en plus des versions coupés, cabriolets et limousines. Les berlines, breaks et limousines seront remplacées par la Type 210 en 1995 et les coupés et cabriolets pars la toute nouvelle Classe CLK avec la Type 208 en 1997. Les ventes auront perduré jusqu'en 1998.

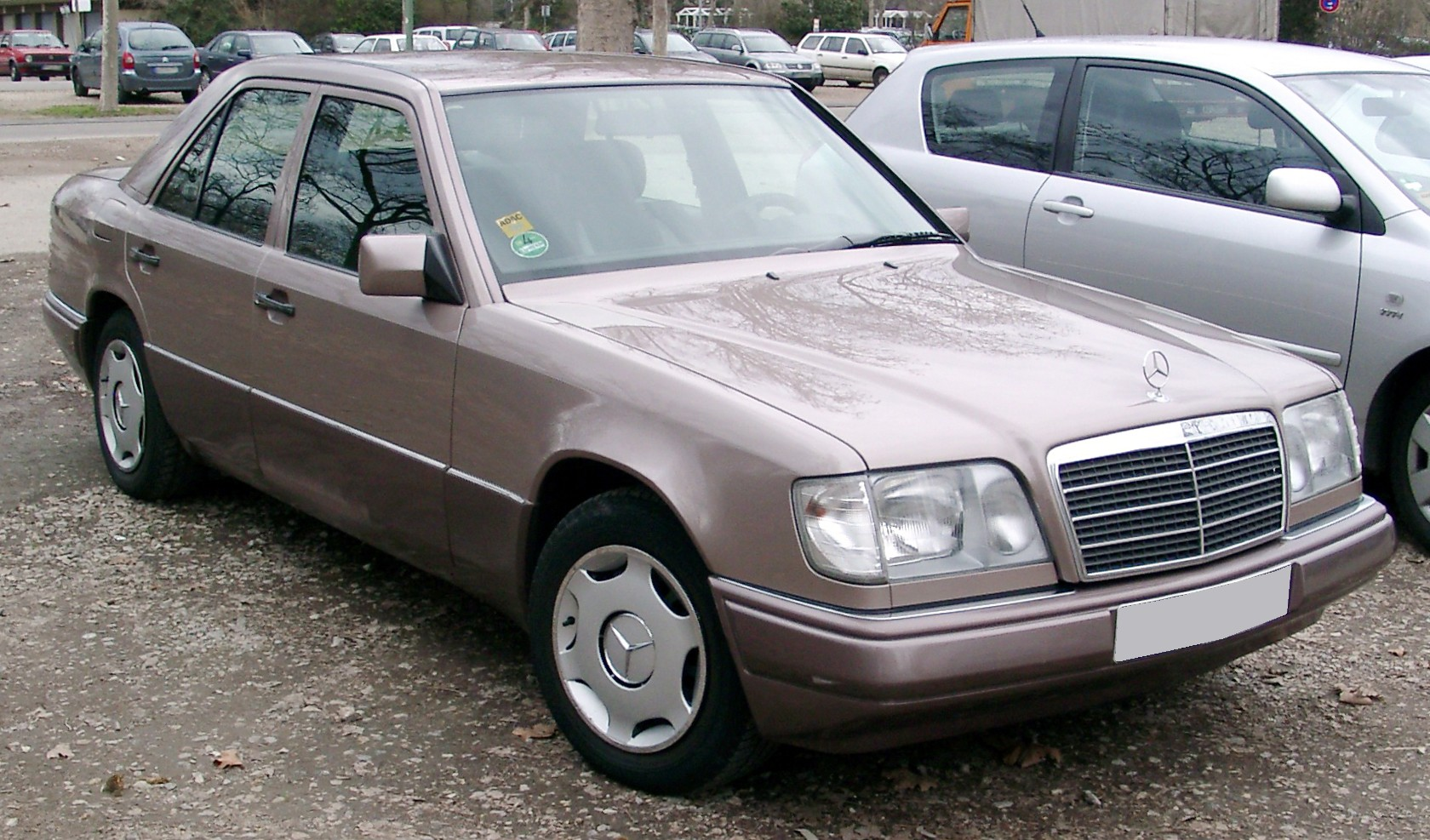
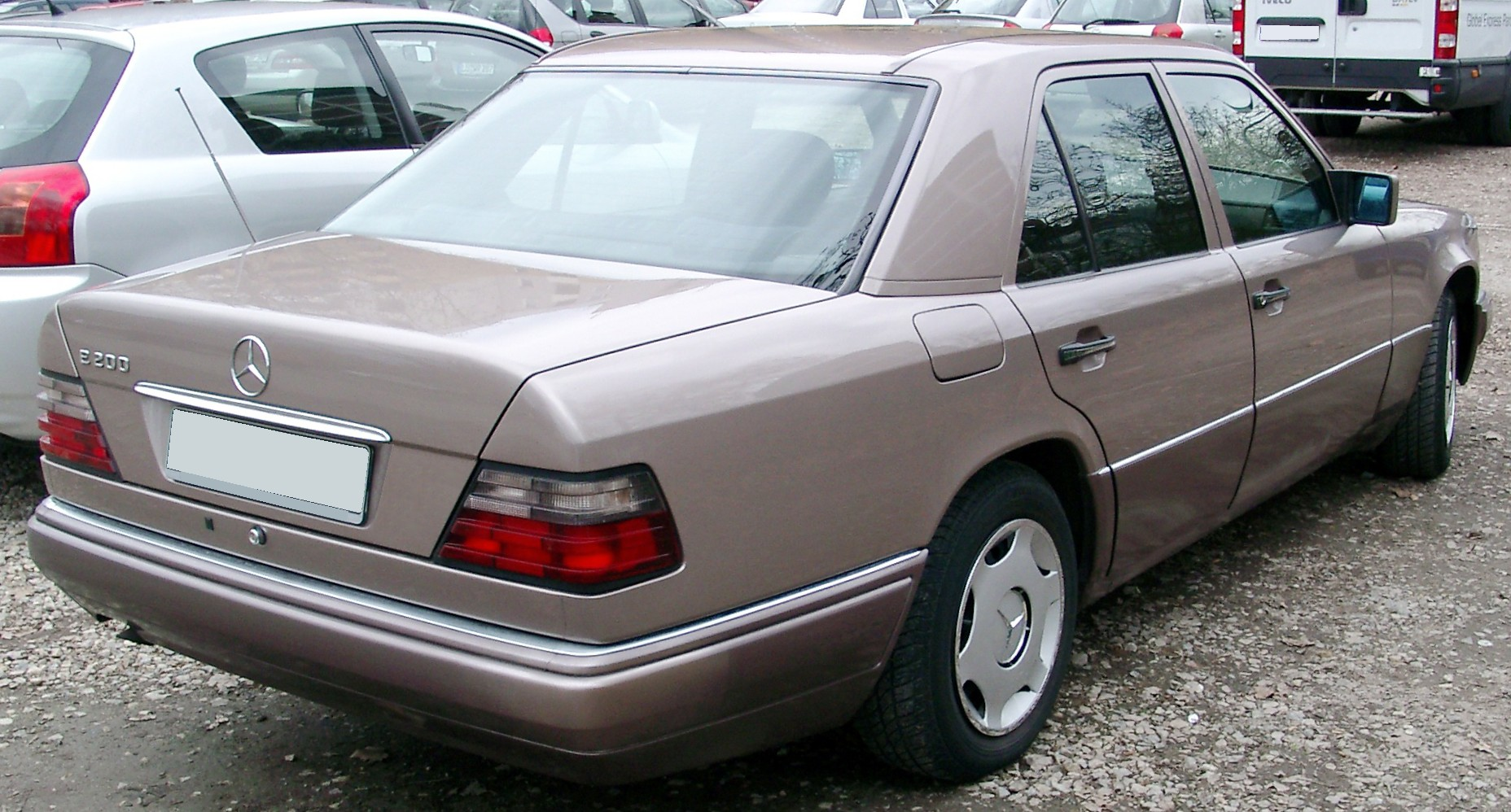
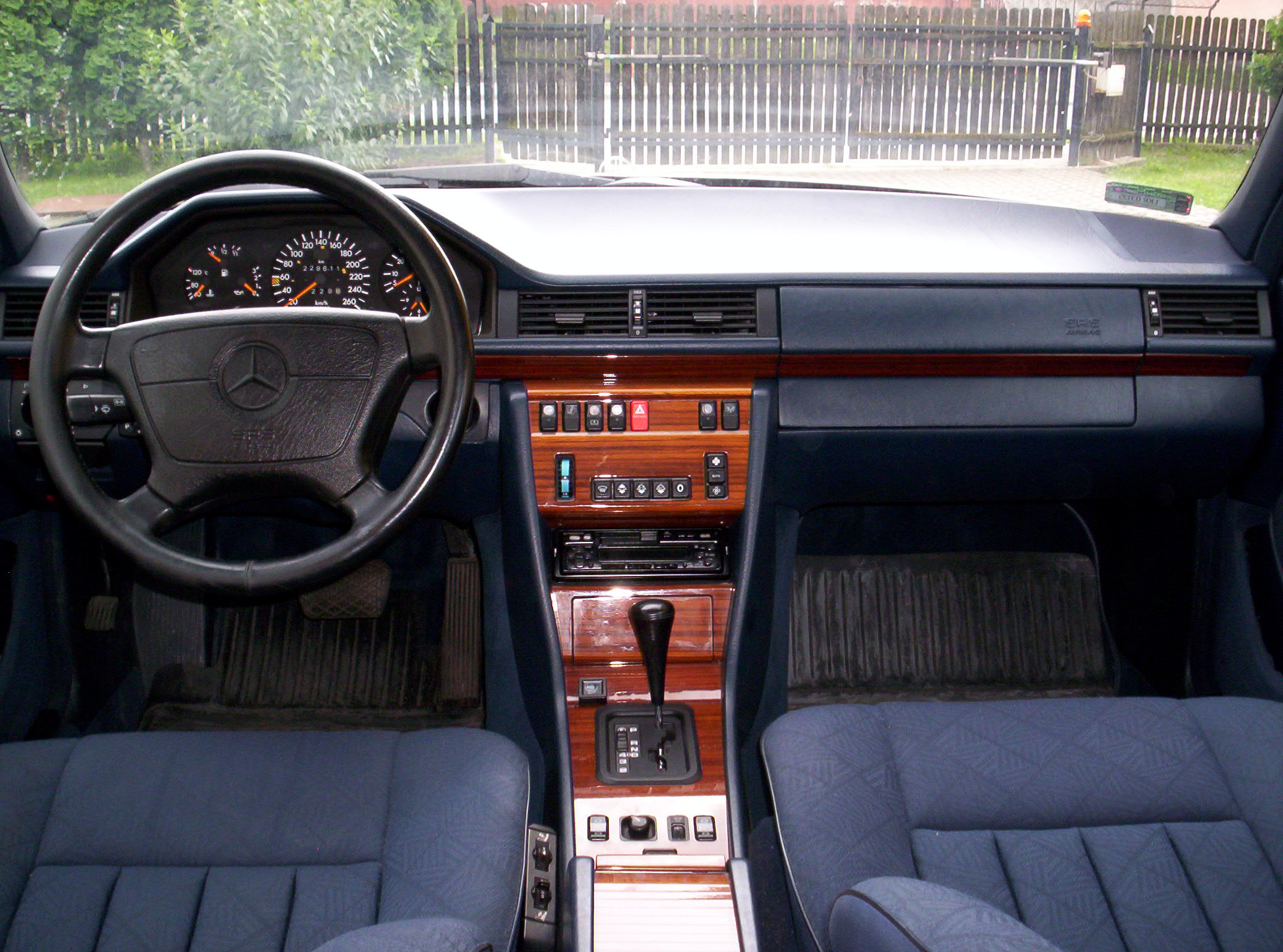

### Les différentes carrosseries

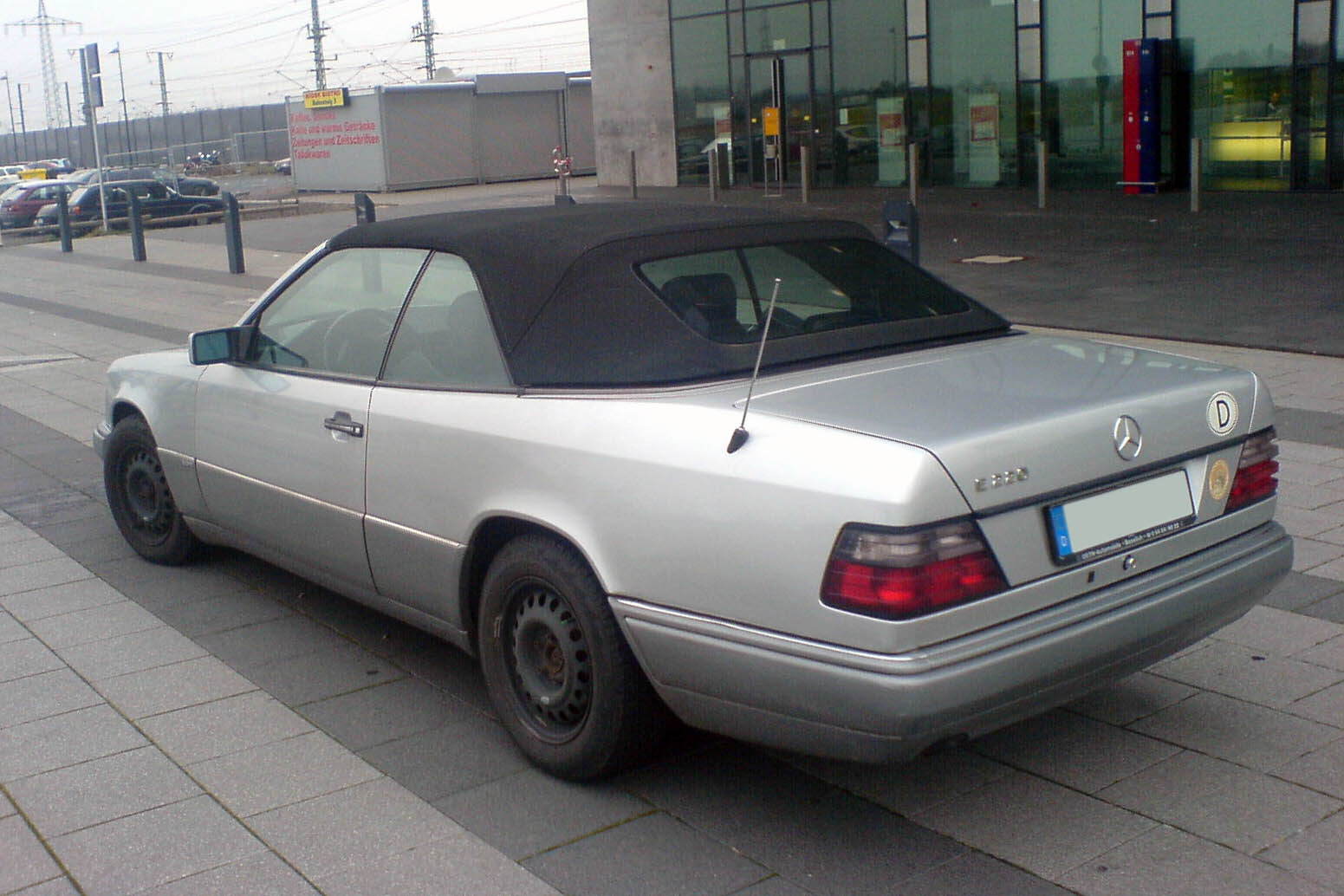
Mercedes-Benz A124

- Berline (W124) : carrosserie standard de la gamme.
- Break (S124) : déclinaison break de la Mercedes-Benz W124.
- Limousine (V124) : déclinaison limousine de la Mercedes-Benz W124.
- Coupé (C124) : déclinaison coupé de la Mercedes-Benz W124.
- Cabriolet (A124) : déclinaison cabriolet de la Mercedes-Benz W124.
- Break rallongé (VF124) : déclinaison corbillards & ambulances de la Mercedes-Benz W124.

### Versions spécifiques

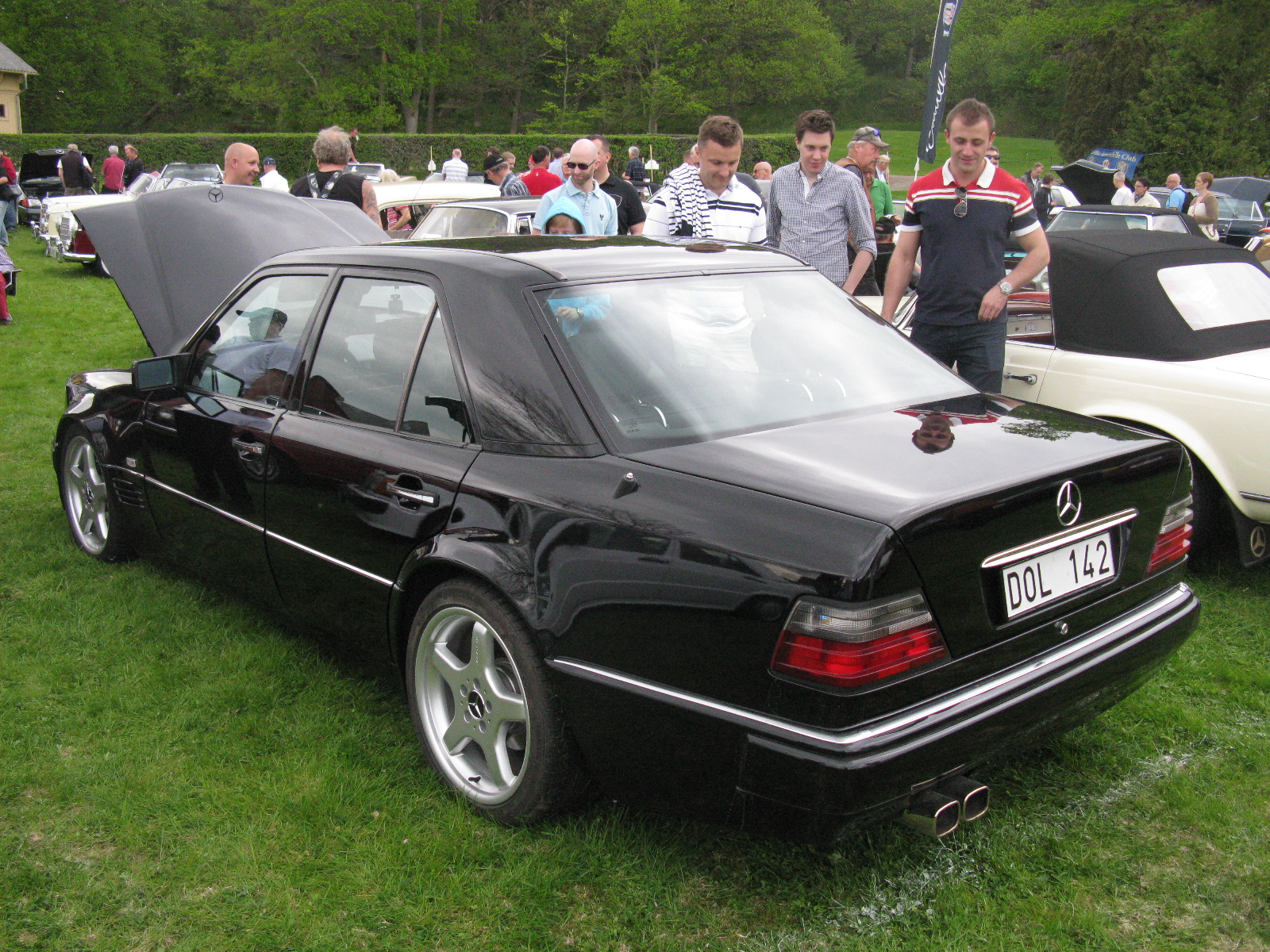
E 500

- W124 - E 500 : version sportive de la Classe E.
- W124 - E 60 AMG : version sportive de la Classe E en édition limitée.

## 2egénération - Type 210(1995 - 2002)
La Mercedes-Benz Classe E Type 210 a été produite de 1995 à 2002 et fut restylée en 1999. Elle remplace la Type 124. La 210 inaugure un style plus fluide, plus léger sans pour autant renier les fondamentaux de la marque. L'étendue de sa gamme associée à des qualités de confort, de performance et de fiabilité permettront à Mercedes-Benz d'assurer un beau succès commercial.
Elle a été remplacée en 2002 par la Type 211. La production du break s'est achevée fin 2002, mais ses ventes ont perduré jusqu'en 2004 jusqu'à épuisement des stocks.

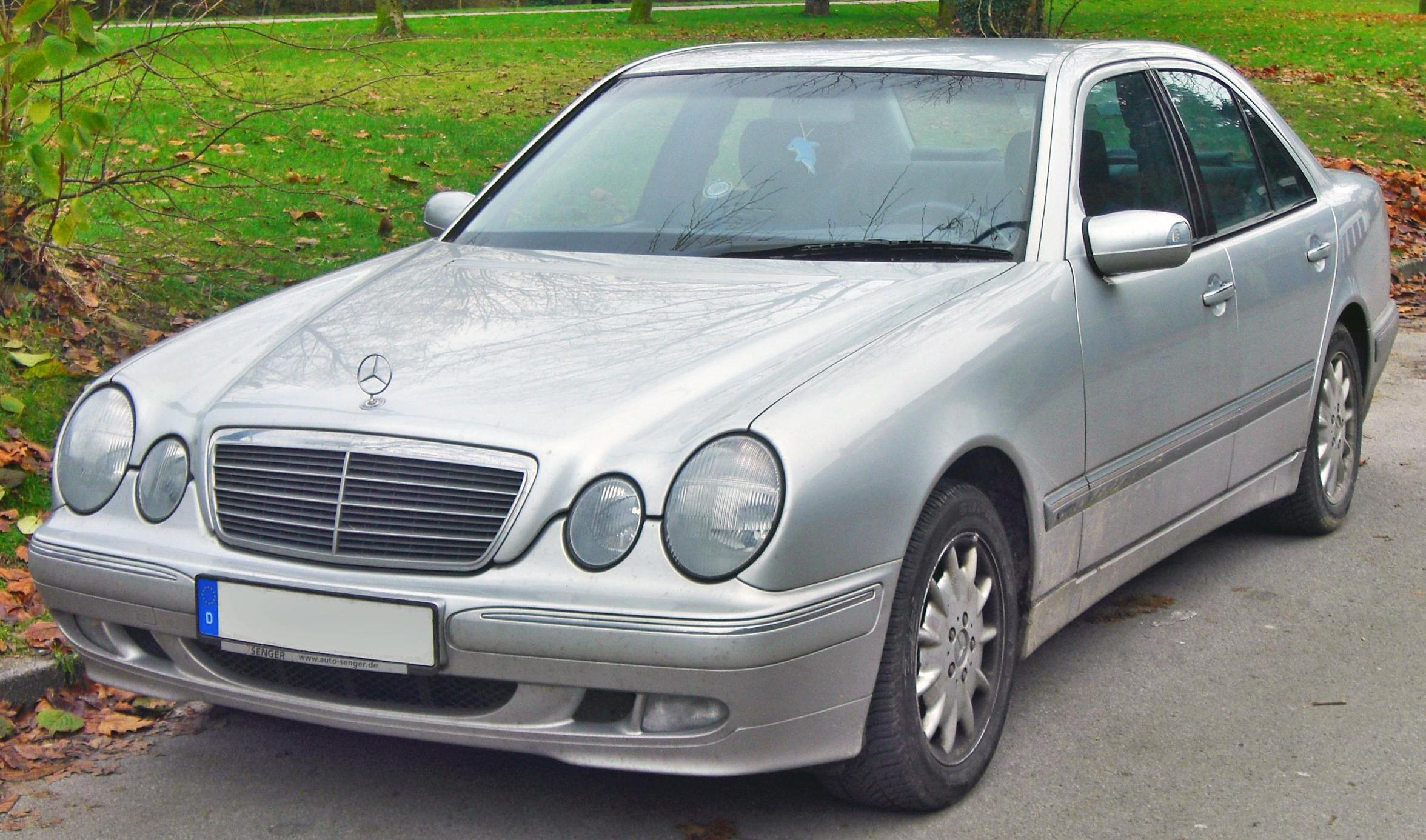
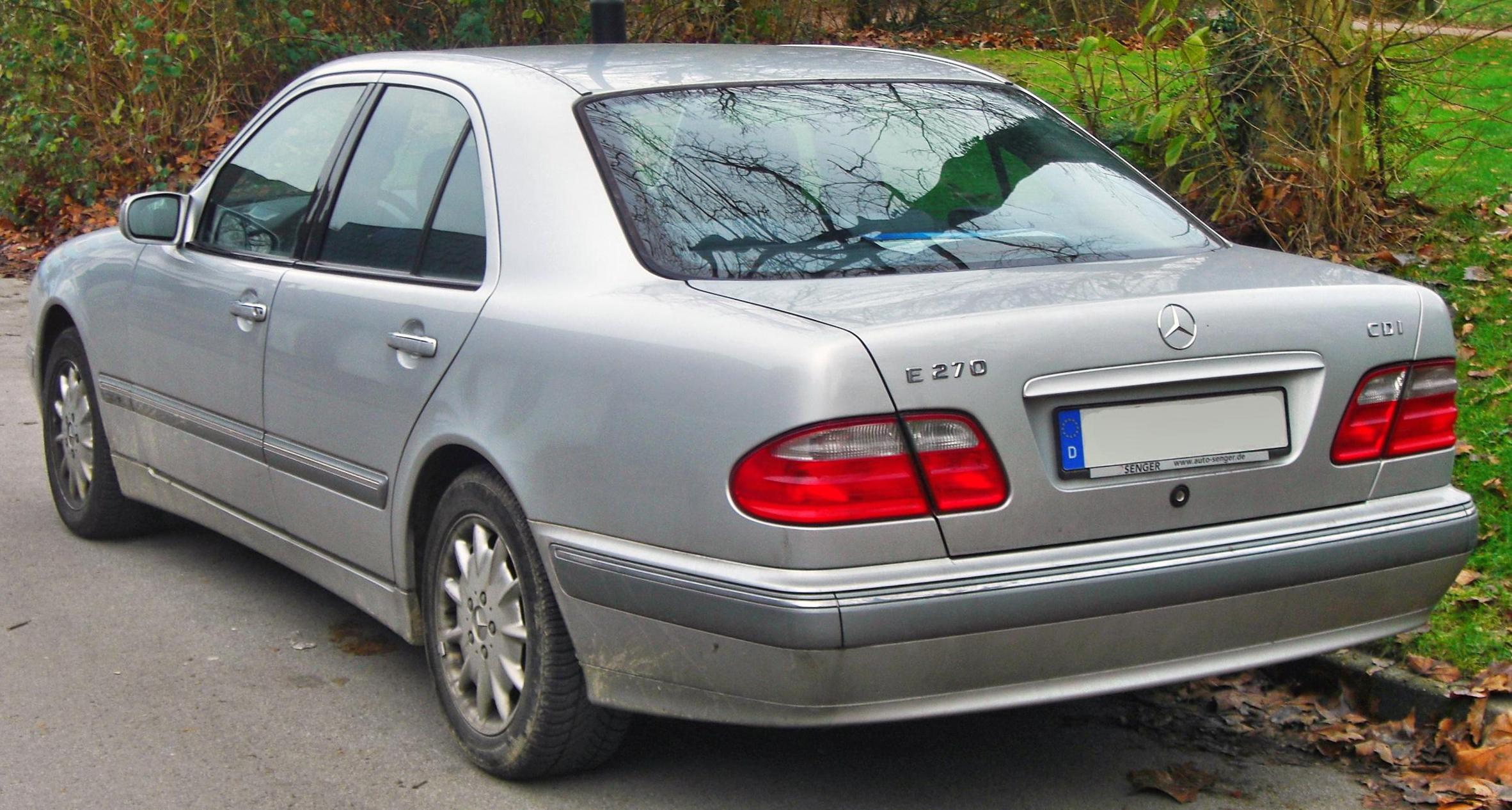
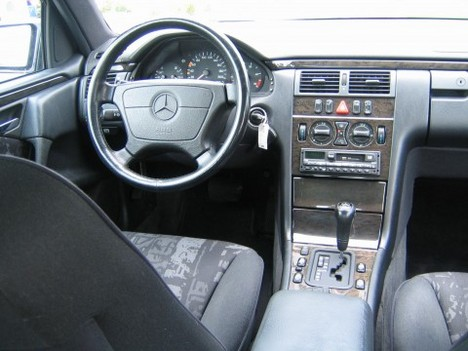

### Phase 1
Elle fut produite de 1995 à août 1999.

### Phase 2
Elle fut produite de septembre 1999 à 2002. Son capot sera rabaissé, des rappels de clignotant seront rajoutés dans les rétroviseurs, les boucliers avant et arrière seront modifiés, elle recevra des enjoliveurs et de nouvelles jantes, un volant multifonctions et l'amélioration des équipements. De plus, elle revoit ses motorisations diesel qui adoptent toutes la rampe commune.

### Les différentes carrosseries

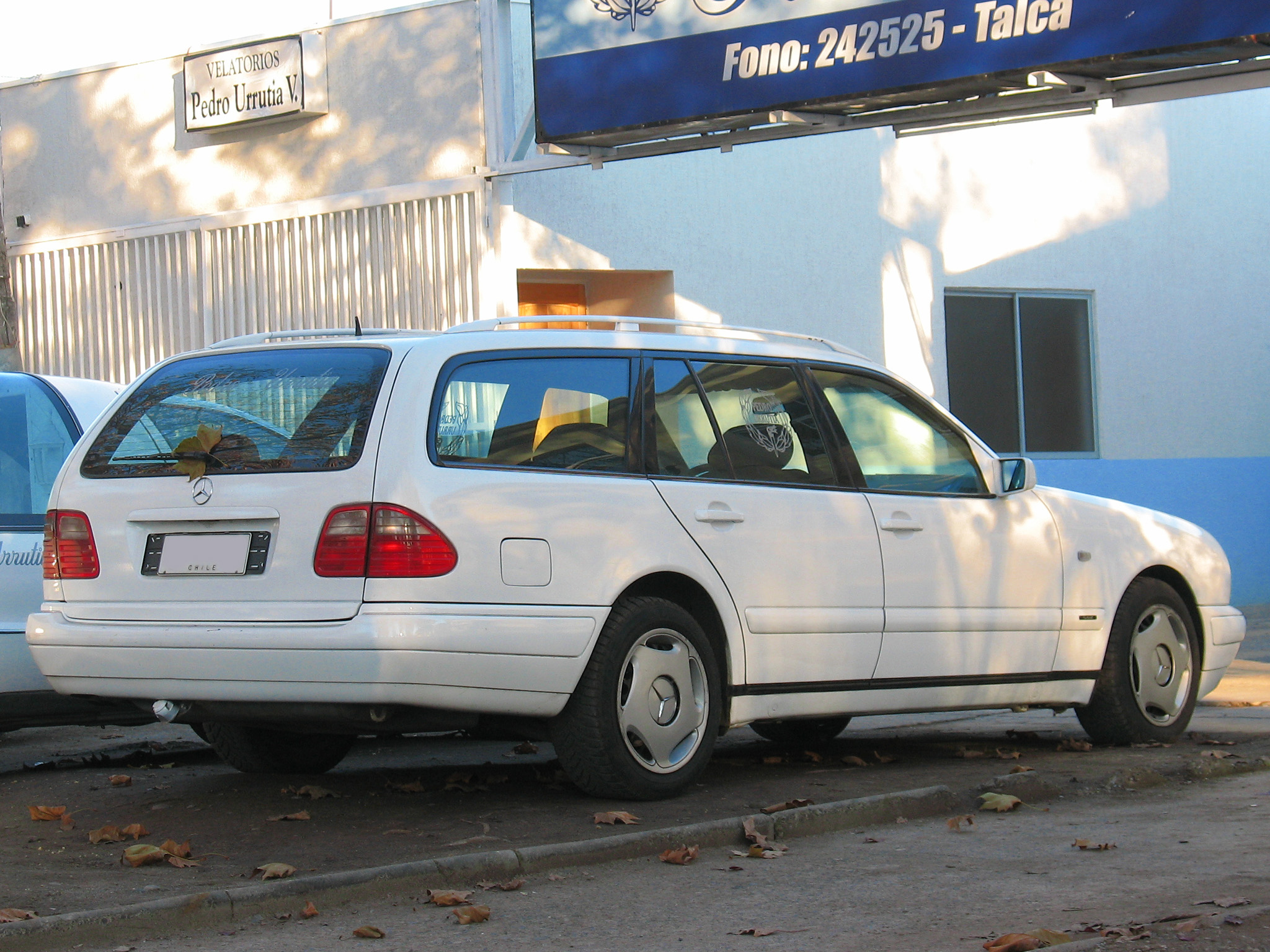
Mercedes-Benz S210.

- Berline (W210) : carrosserie standard de la gamme.
- Break (S210) : déclinaison break de la Mercedes-Benz W210.
- Limousine (V210) : déclinaison limousine de la Mercedes-Benz W210.

### Versions spécifiques

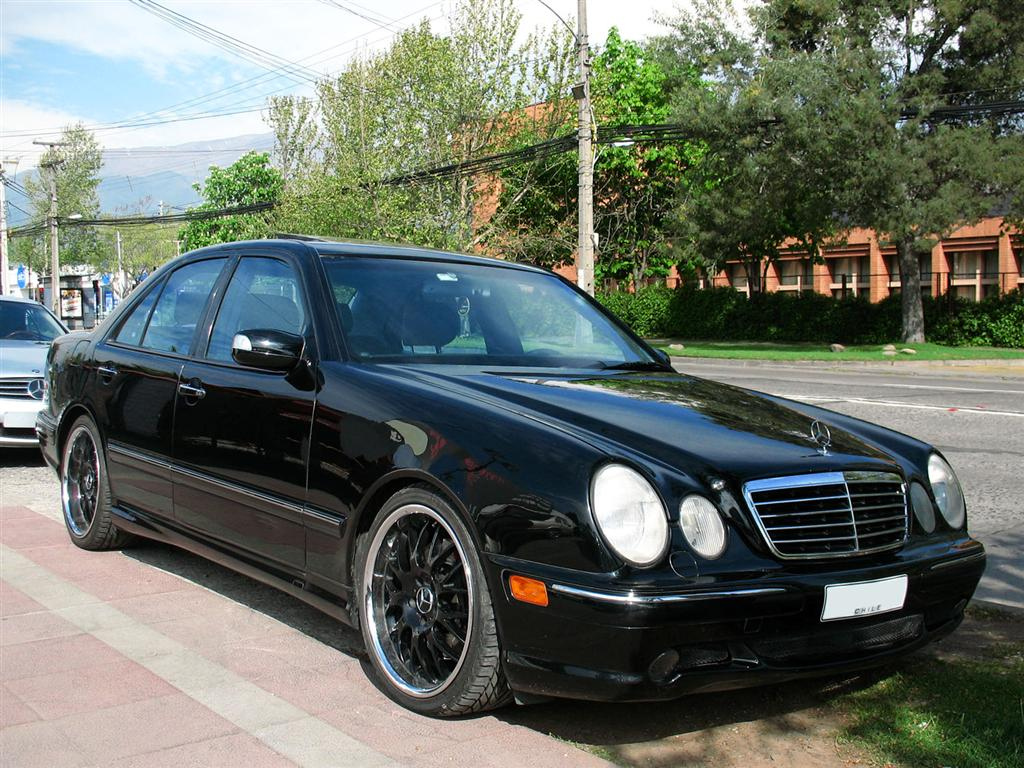
E 55 AMG.

- W210 - AMG : version sportive de la Classe E.

## 3egénération - Type 211(2002 - 2009)
La Mercedes-Benz Classe E Type 211 a été produite de 2002 à 2009 et fut restylée en 2006. Elle remplace la Type 210, vieillissante au vu du marché actuel des berlines de luxe.
Elle a été remplacée en 2009 par la Type 212.

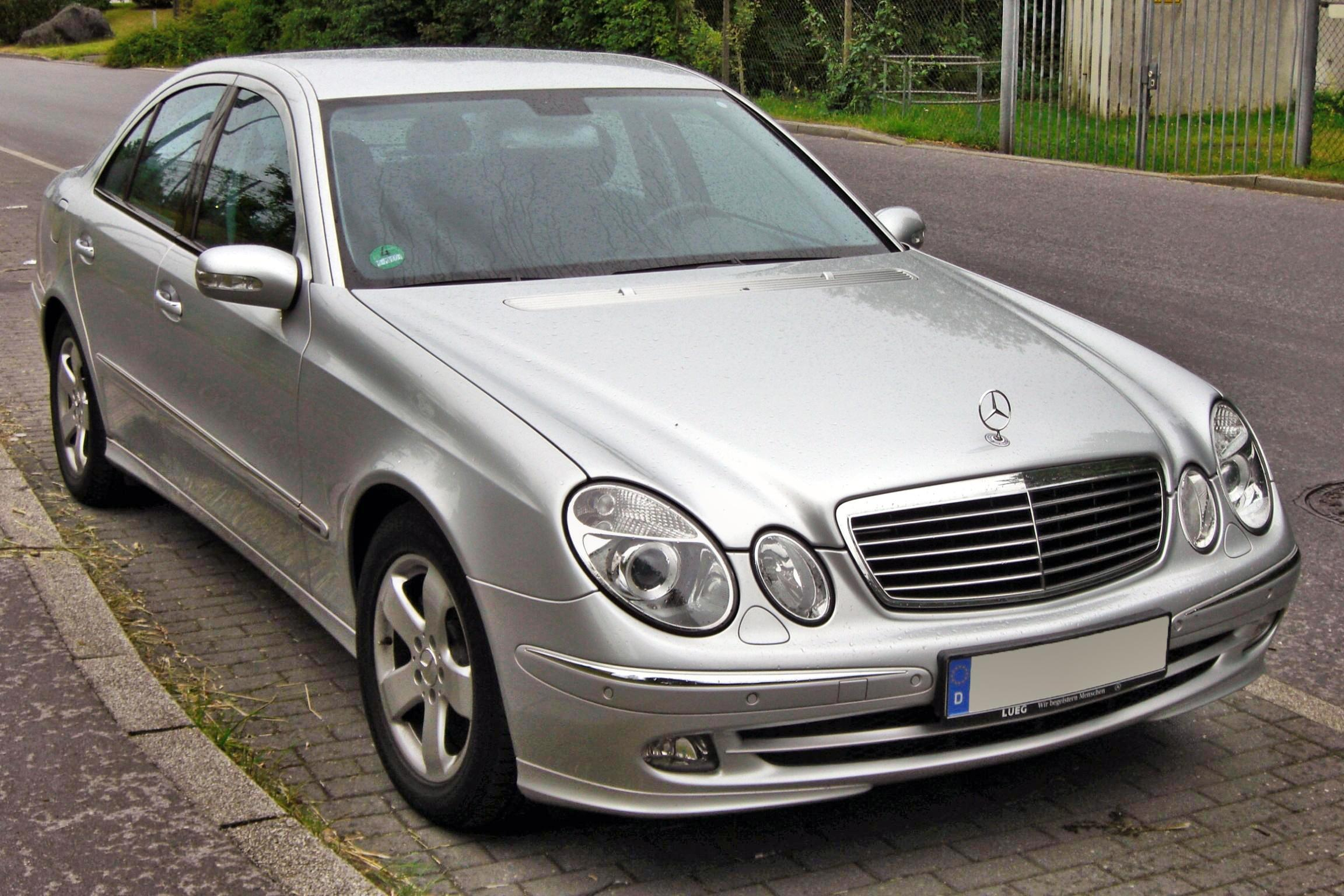
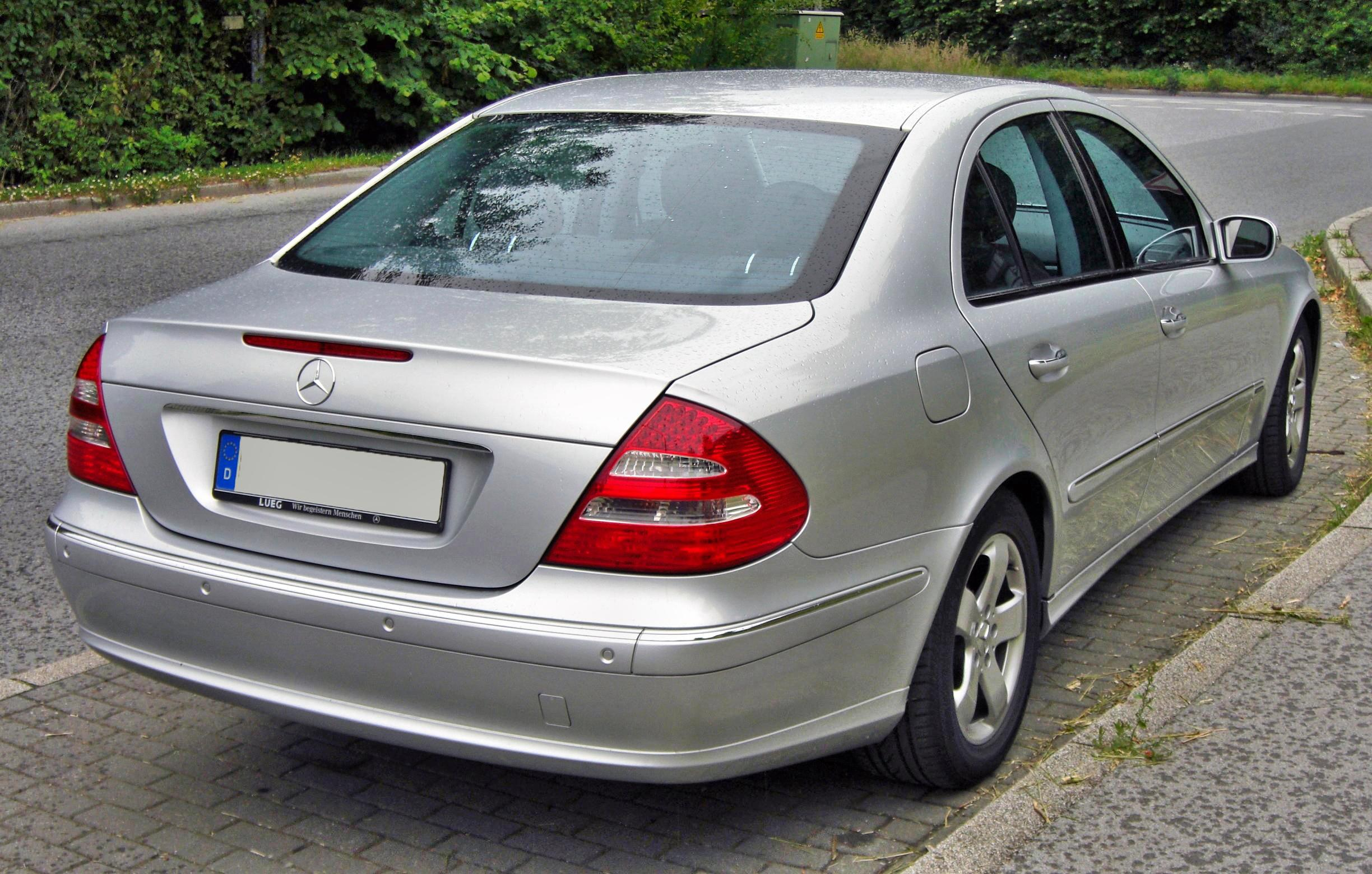
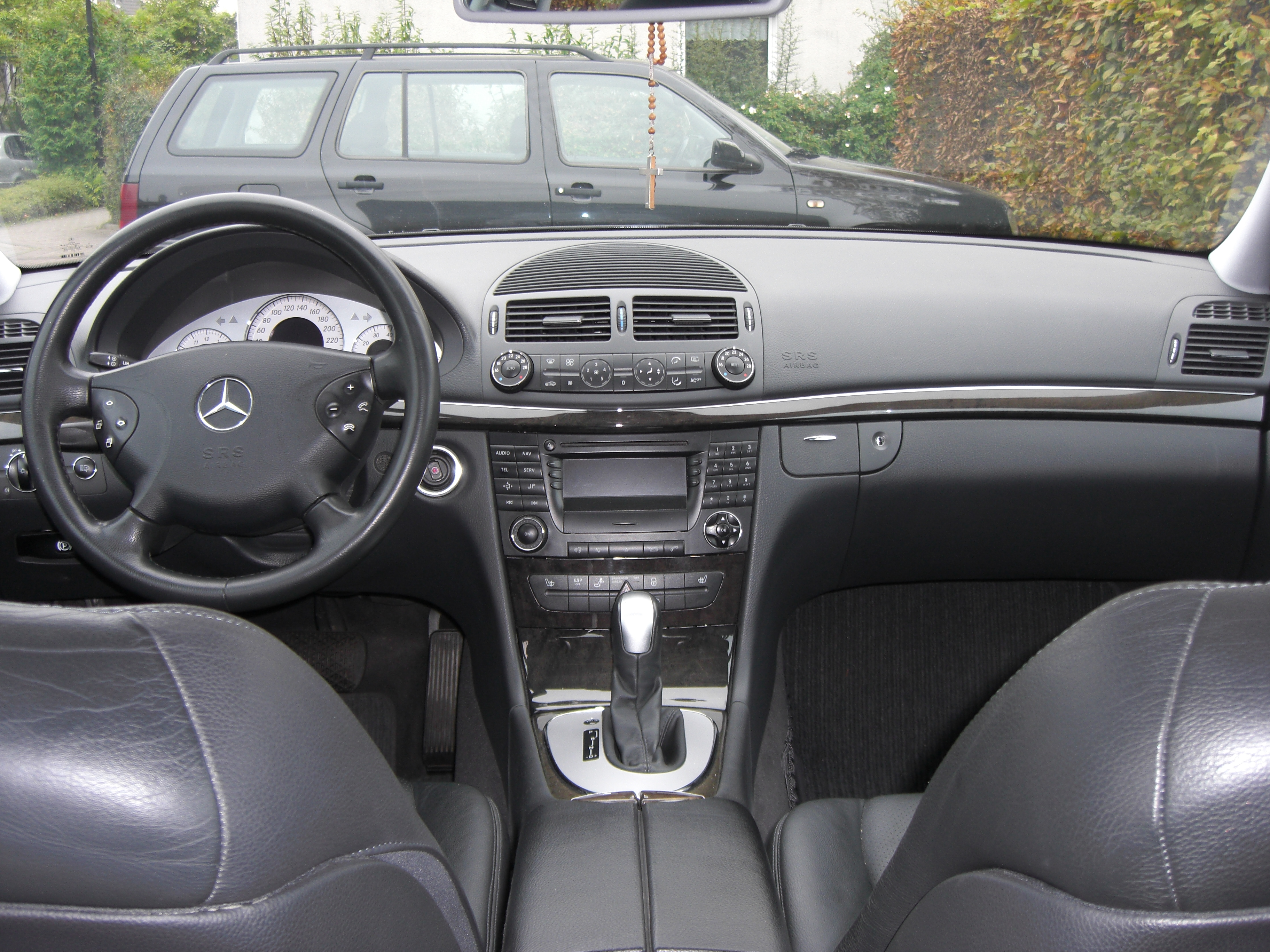

### Phase 1
Elle fut produite de 2002 à 2006.

### Phase 2
Elle fut produite de 2006 à 2009.

### Les différentes carrosseries

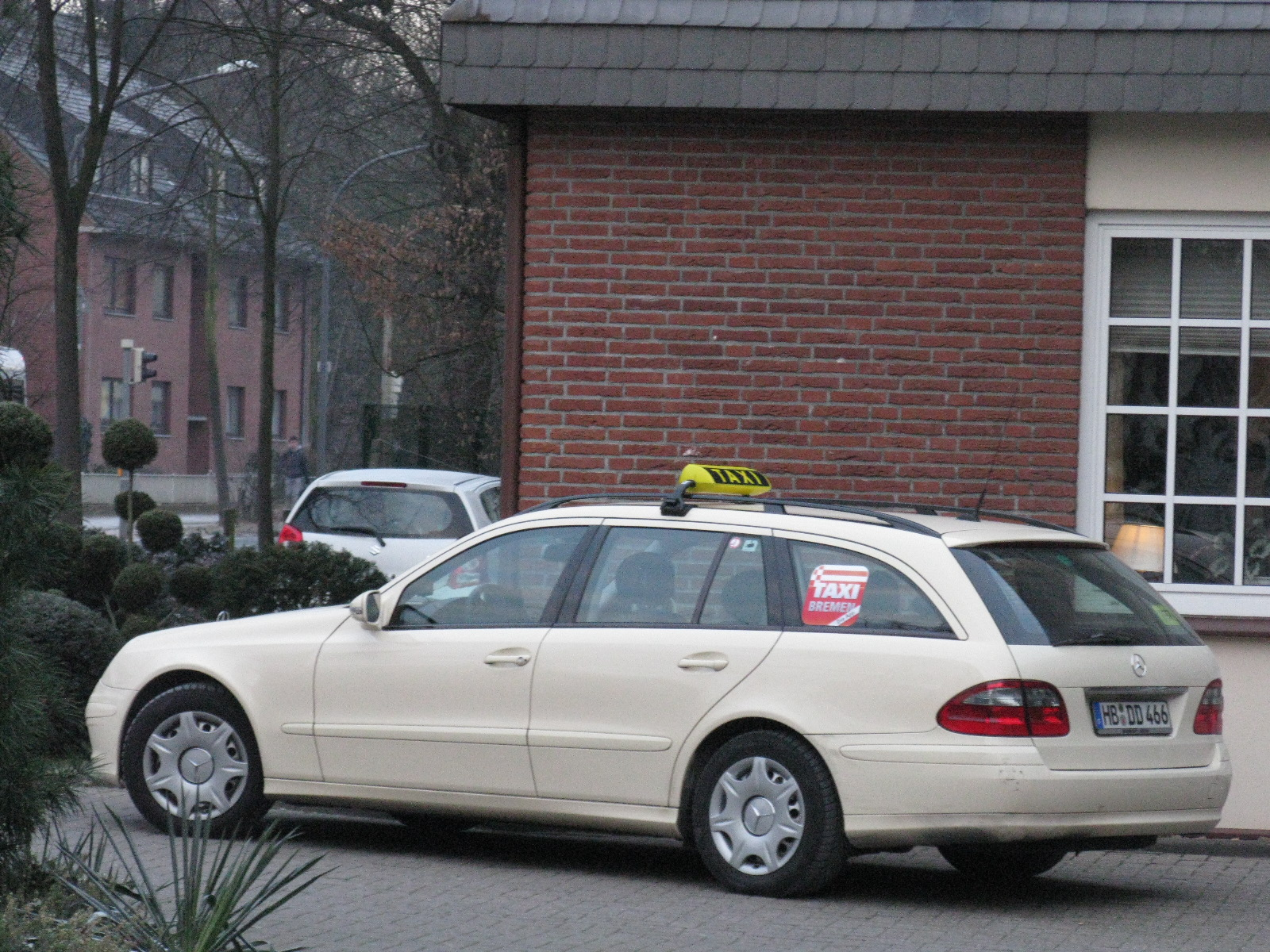
Mercedes-Benz S211.

- Berline (W211) : carrosserie standard de la gamme.
- Break (S211) : déclinaison break de la Mercedes-Benz W211.

### Versions spécifiques

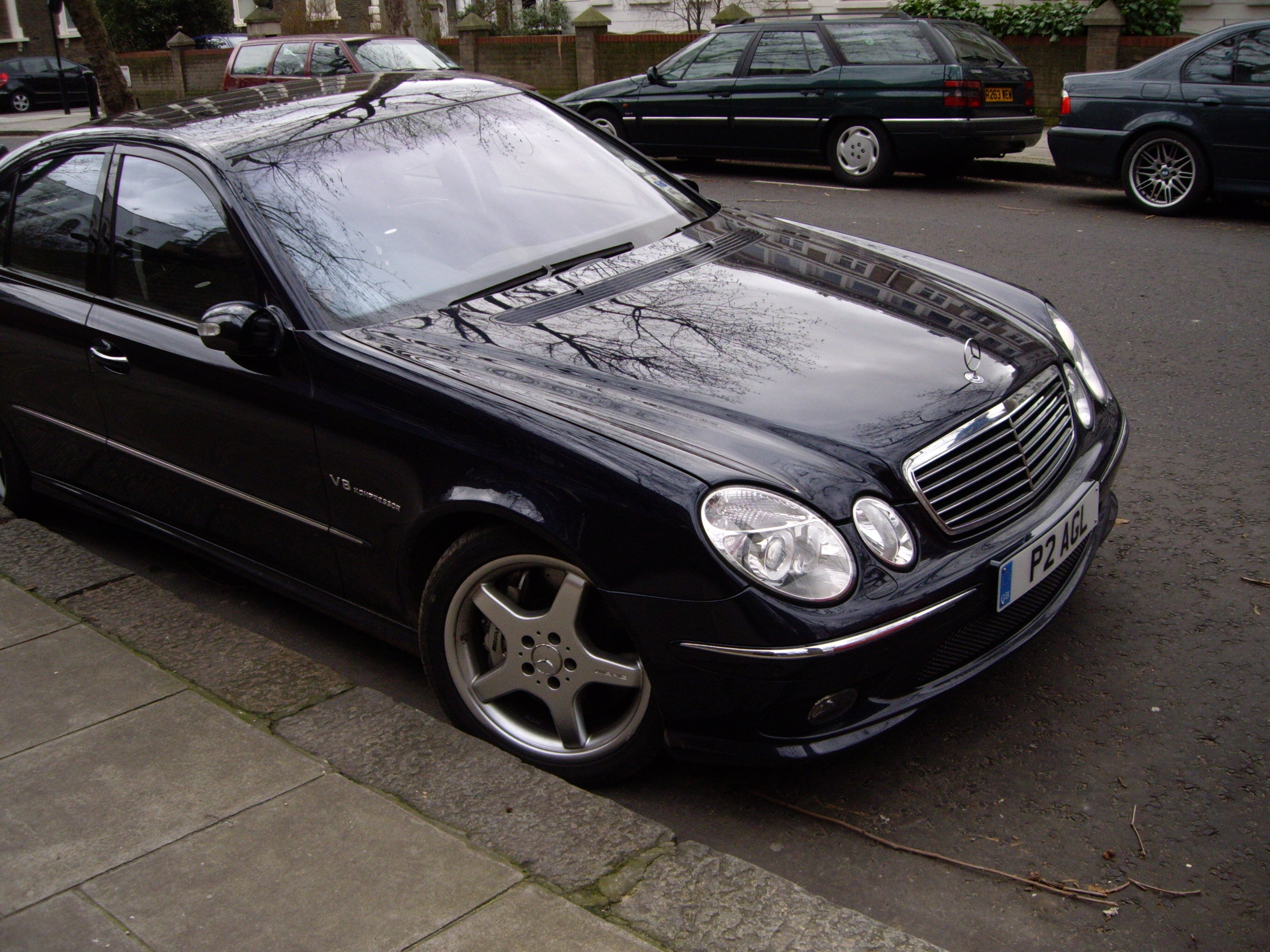
E 55 AMG.

- W211 - AMG : version sportive de la Classe E.

AMG s'est penché sur le cas de la W211 à plusieurs reprises. Ainsi, l'E55 AMG était munie d'un V8 compressé de 5,5 litres. Elle a été remplacée plus tard par la E63 AMG et son V8 atmosphérique de 6,2 litres.

## 4egénération - Types 212 & 207(2009 - 2016)
Les Mercedes-Benz Classe E Type 212 & 207 ont été produites de 2009 à 2016 et restylées en 2013. Elles remplacent la Type 211 et Type 209.
Elles ont été remplacées en 2016 par la Type 213.

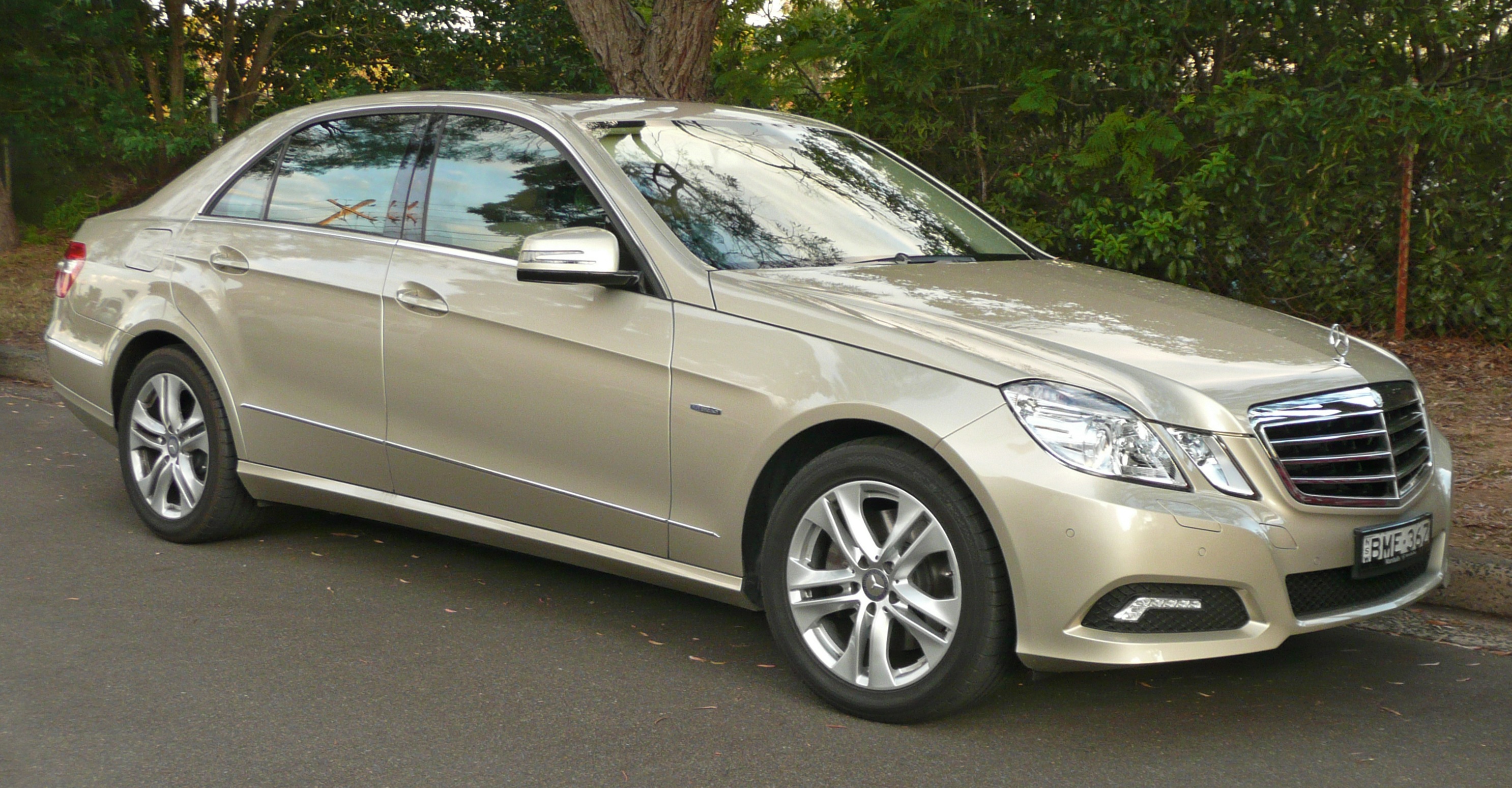
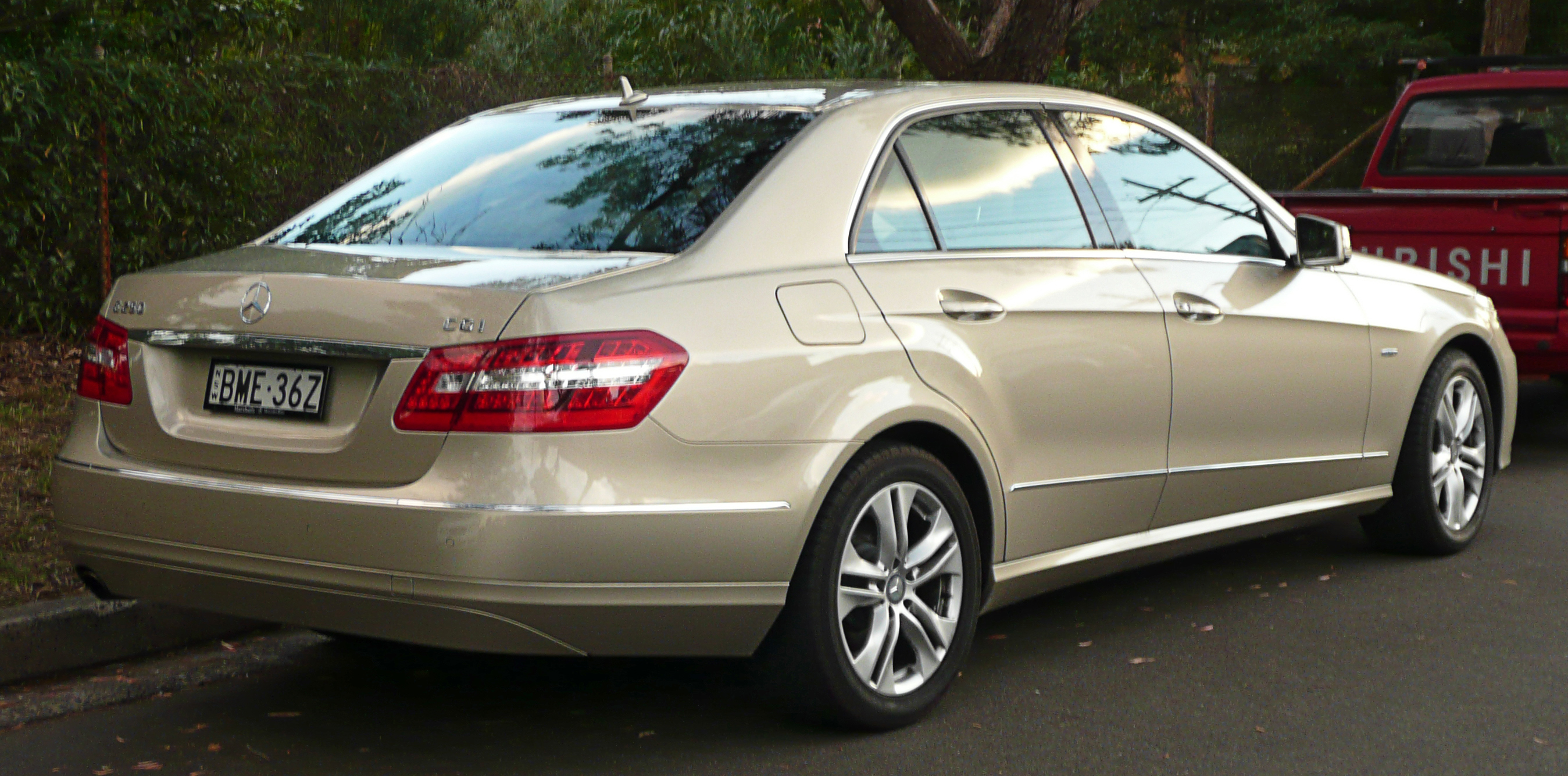
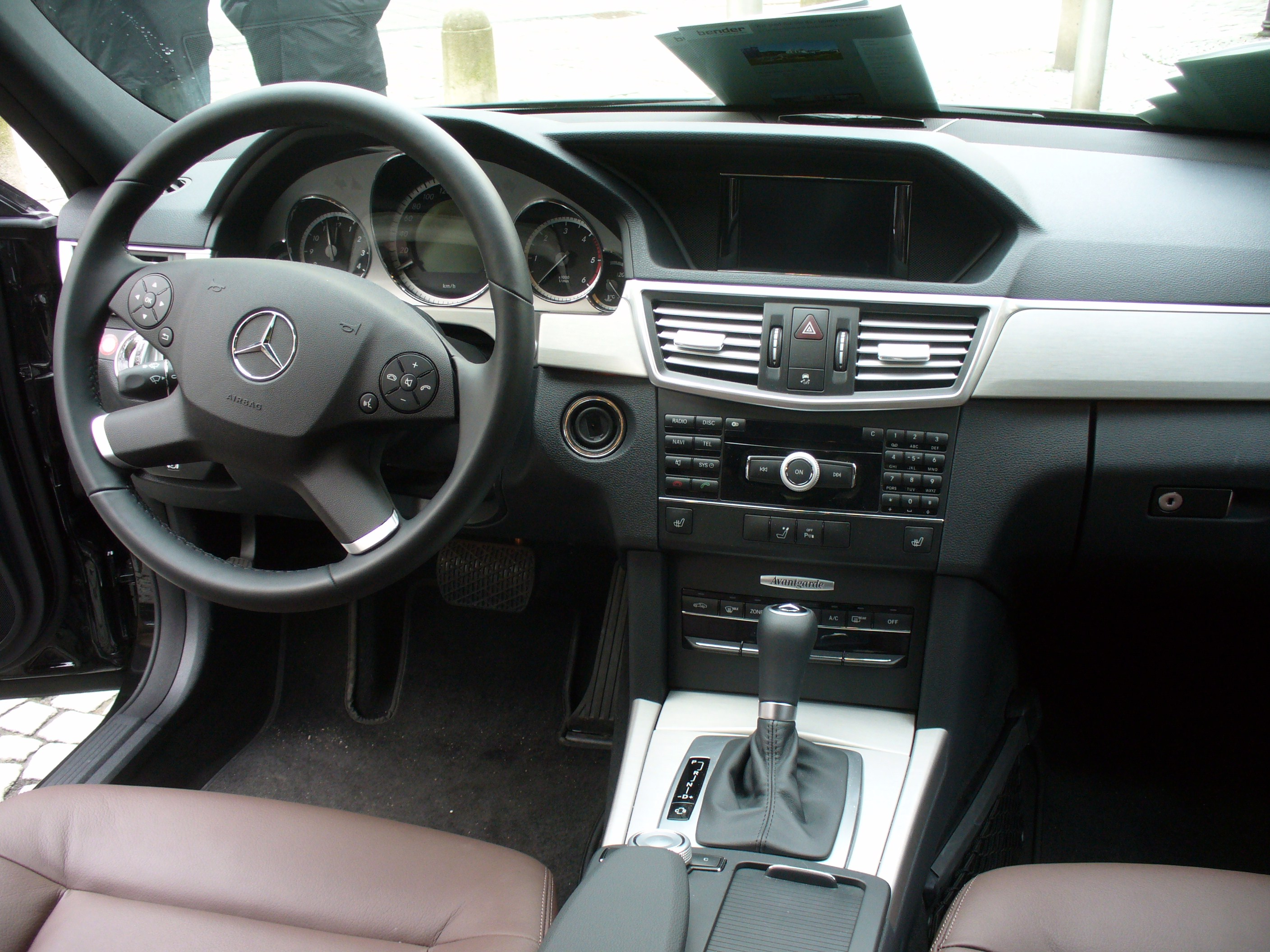

### Phase 1
Elle fut produite de 2009 à 2013.

### Phase 2
Elle fut produite de 2013 à 2016.

### Les différentes carrosseries

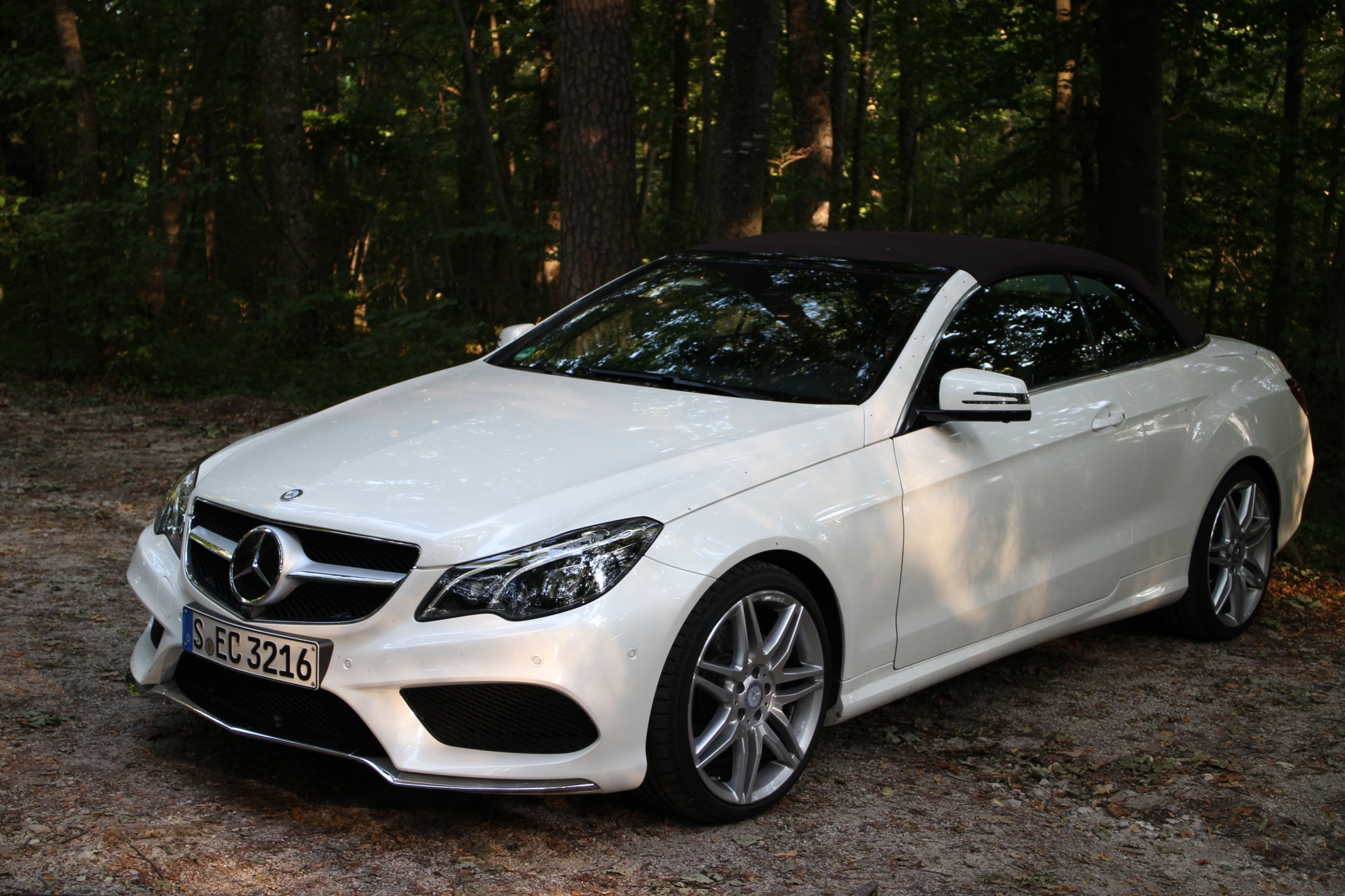
Mercedes-Benz A207 phase 2.

- Berline (W212) : carrosserie standard de la gamme.
- Break (S212) : déclinaison break de la Mercedes-Benz W212.
- Limousine (V212) : déclinaison limousine de la Mercedes-Benz W212.
- Coupé (C207) : déclinaison coupé de la Mercedes-Benz W212.
- Cabriolet (A207) : déclinaison cabriolet de la Mercedes-Benz W212.

### Versions spécifiques

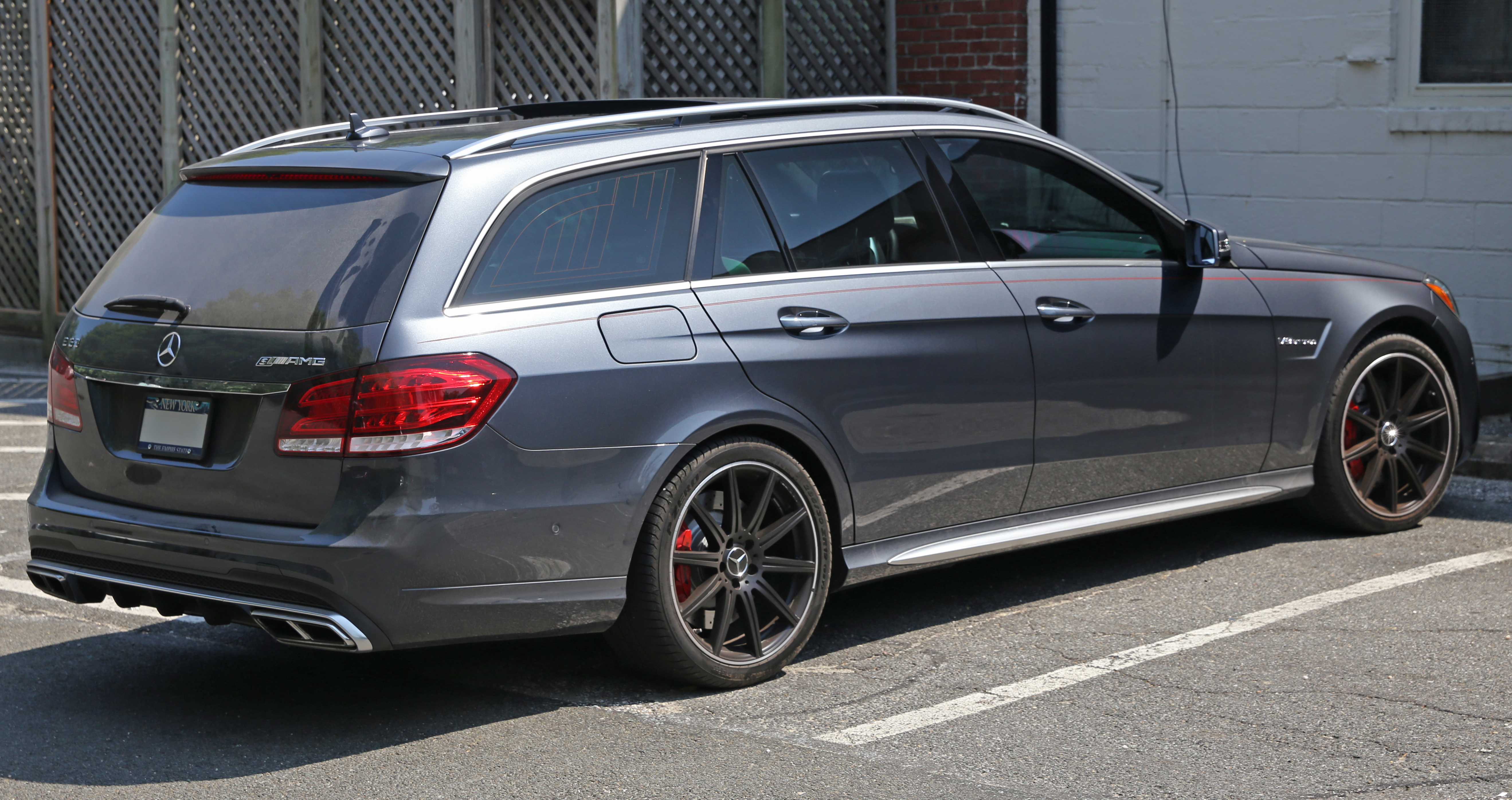
E 63 AMG-S.

- W212 - AMG : version sportive de la Classe E.

## 5egénération - Types 213 & 238(2016 - 2023)
Les Mercedes-Benz Classe E Types 213 & 238 sont produites à partir de 2016. Elles remplacent les Types 212 et 207.

### Phase 1
La 213 est commercialisée en France au cours du printemps 2016 après avoir apparu au Salon automobile international de Genève. Elle est dotée des dernières technologies telles que le système pour garer son véhicule en étant hors de celui-ci. La W213 se veut plus dynamique que les versions précédentes de la Classe E. Mercedes reste fidèle à la propulsion mais certaines motorisations peuvent être équipées en option d'une transmission intégrale. La Classe E s'inspire de la Classe C en proposant deux calandres différentes.  

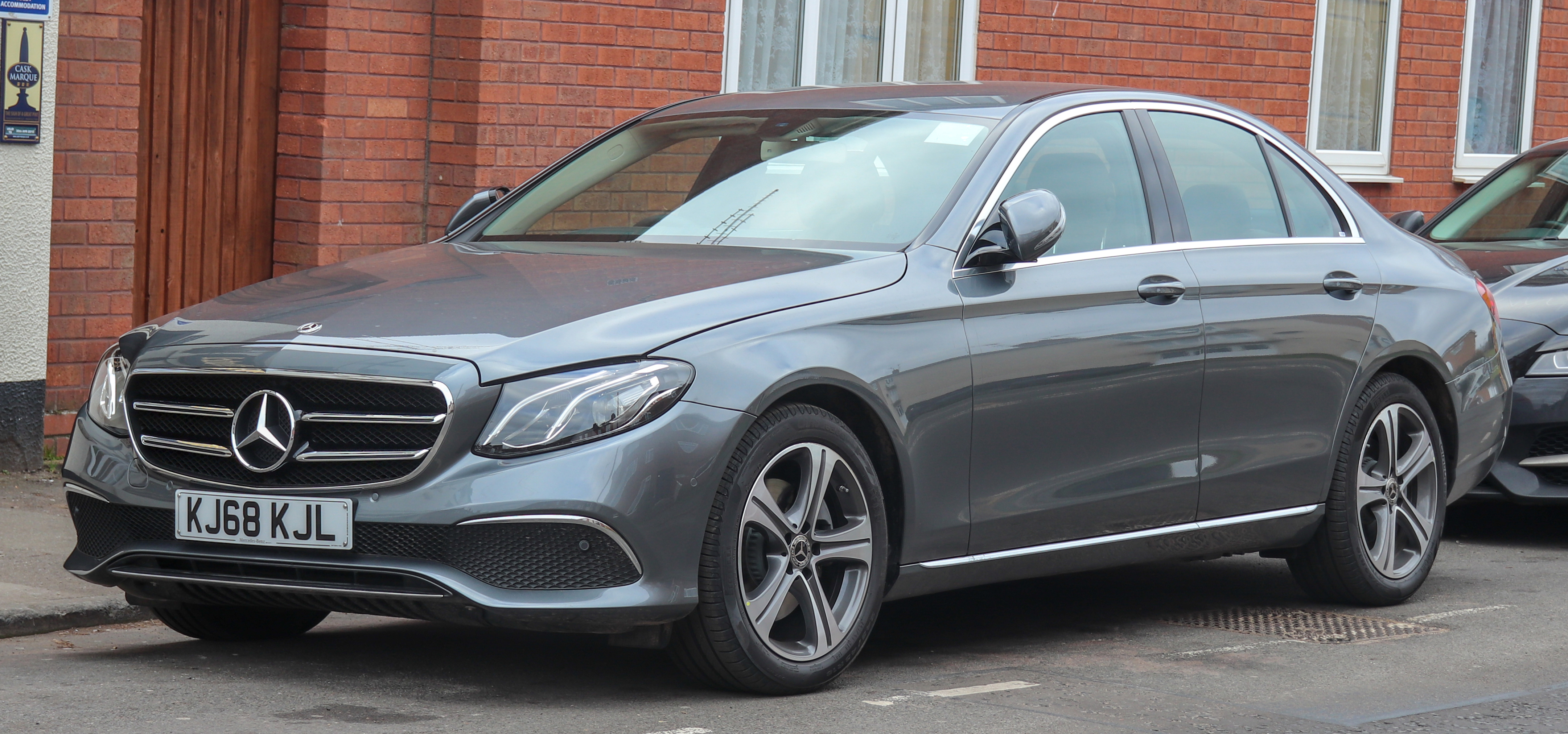
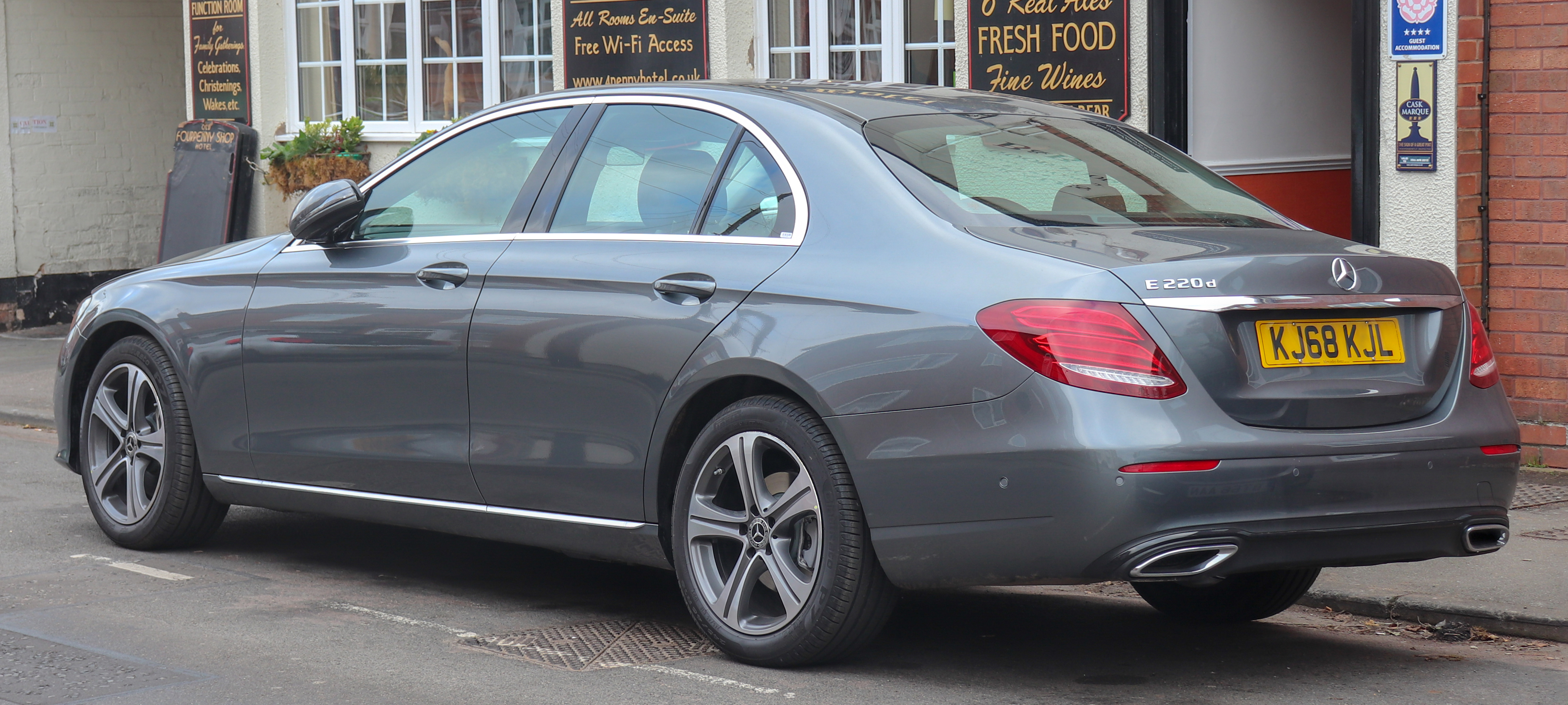
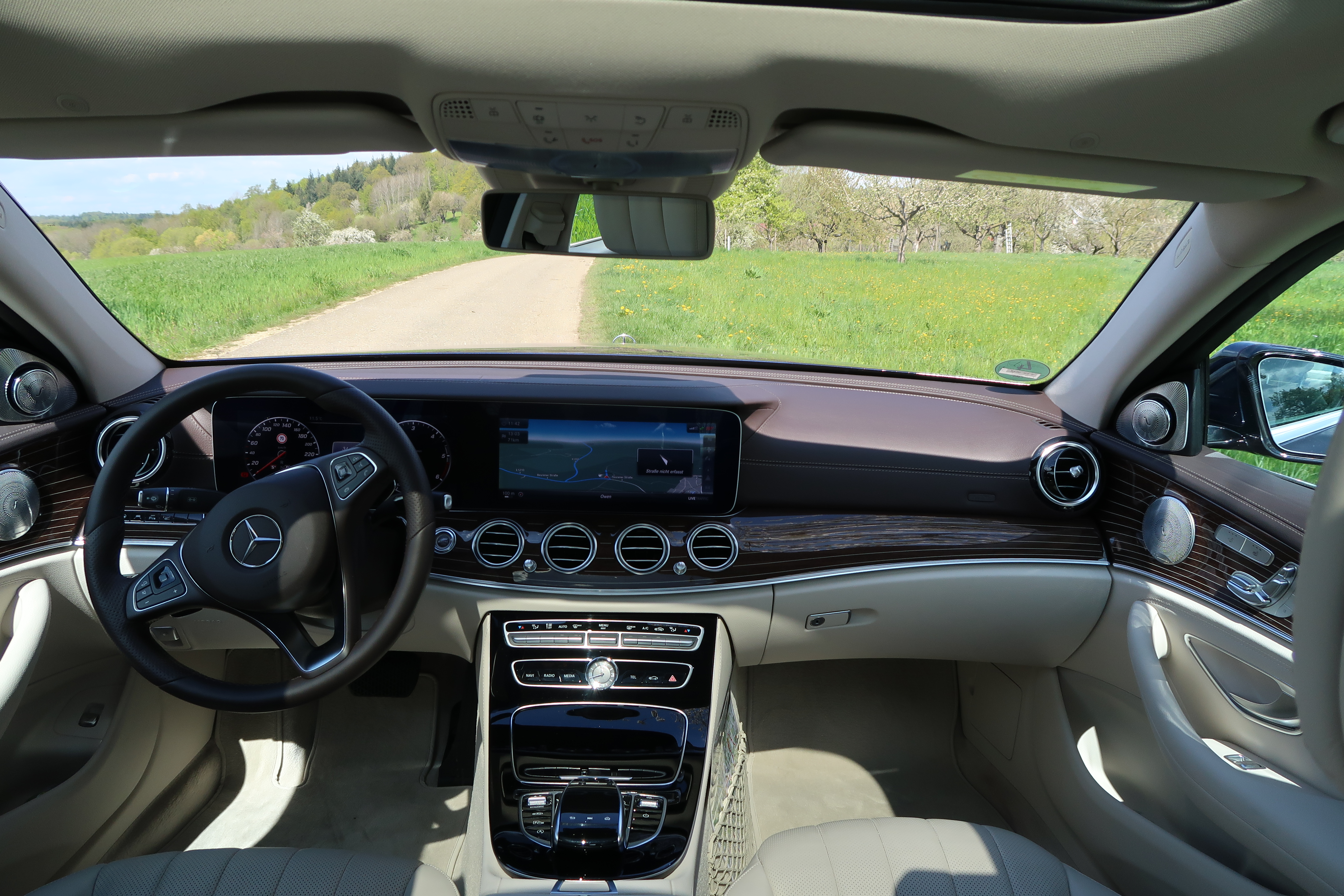

### Phase 2
La phase 2 de la 5e génération de Classe E devait être présentée au Salon international de l'automobile de Genève 2020, mais celui-ci a été annulé à cause de la Pandémie de Covid-19. Ainsi, la routière a été présentée un peu plus tard.

### Les différentes carrosseries
Une version coupé est sortie en 2017.

## 6egénération - Type 214(2023 -)
La Mercedes-Benz Classe E Type 214 est produite à partir de 2023. Elles remplace la Type 213.

### Présentation
La Mercedes Classe E de sixième génération est présentée le 25 avril 2023. La déclinaison break est présentée deux mois après, le 20 juin 2023.